# Jean Guillaume
Cet article possède un paronyme, voir Jean Vuillaume.
Pour les articles homonymes, voir Guillaume.
Jean Guillaume, né le 28 octobre 1918 à Fosses-la-Ville (Belgique) et mort le 9 février 2001 à Namur (Belgique), est un prêtre jésuite belge, professeur de littérature française, écrivain et poète wallon.

## Biographie

### Premières années et formation
Ses parents étaient Lucien Guillaume (?-1957) et Rosa Kaisin (?-1962). Il est l'avant-dernier enfant d'une fratrie de sept. Né dans un milieu rural — son père était fermier et marchand de chevaux — Jean Guillaume parla toujours avec fierté de ses origines paysannes et du terroir particulier de l'Entre-Sambre-et-Meuse. Si la langue wallonne était couramment parlée chez lui, c’est au contact de sa tante maternelle qu’il en découvrit la saveur et poésie. Ce gout est renforcé par la découverte d'un poème de Camille Delvigne (wa) dans le journal Vers l'Avenir. À la suite de ces expériences, il dit avoir entamé des études de romane pour « mieux connaître les dialectes ».
Après des humanités gréco-latines au collège Saint Paul de Godinne-sur-Meuse, il entra au noviciat des jésuites à Arlon (1937).  Comme jésuite sa formation fut classique et traditionnelle : Philologie classique et romane aux Facultés universitaires Notre-Dame de la Paix à Namur (1945), Expérience pédagogique au collège St Servais de Liège suivi de la [2e] licence en philologie romane à l’université de la même ville (1948), Philosophie et Théologie à Louvain où il fut ordonné prêtre le 15 août 1951. Doctorat en philologie romane à l'Université catholique de Louvain (1954) avec un travail sur la Chanson d’Eve de Charles Van Lerberghe.

### Professeur et écrivain
En 1955 Guillaume est nommé professeur de littérature française aux Facultés universitaires Notre-Dame de la Paix à Namur. Il y restera jusqu’à la fin de sa vie. Mais la littérature wallonne l’intéresse également. En fait sa carrière académique, autant que ses écrits, se polarisent autour de deux thèmes majeurs : d’un côté la poésie wallonne, et de l’autre - en littérature française - la personnalité et les œuvres du poète Gérard de Nerval.

#### Poésie wallonne
Jean Guillaume est reçu membre du cercle littéraire dialectal Lès Rèlîs Namurwès en 1945. En 1948, il obtient la cocarde décernée au membre ayant fourni le travail le plus méritoire au cours de l'exercice écoulé.
Entre 1947 et 1951 Guillaume avait déjà produit quatre recueils de poésie wallonne qui furent remarqués : Djusqu' au solia (Jusqu’au soleil;1947), Inte li vespréye èt l’gnût (Entre les vêpres et la nuit), Grègnes d'awous’ (Moisson en granges; 1949), Aurzîye (Argile; 1951).  Il publie des éditions critiques des grandes figures de la littérature wallonne (Georges Willame, Michel Renard, Franz Dewandelaer), et collabore au Lexique namurois de Lucien Léonard (1969).  En 1984, il publie La poésie wallonne, une série de profils de poètes wallons qui lui sont chers: Jules Claskin, Gabrielle Bernard, Willy Bal, Émile Gilliard, Louis Remacle, Georges Smal, et d’autres. Il est l’ami d’Arthur Masson, père de l'inoubliable 'Toine Culot'. Il publia encore en 1989 Œuvres poétique wallonnes, Sur la fin de sa vie Guillaume composa encore une dizaine de poésie qu’il destinait aux ‘Cahiers Wallons’. Elles furent rassemblées sous le titre allusif de Pa-drî l’s-urées (Derrière les collines) et publiées posthumément. Guillaume est sans doute celui qui s’engagea le plus dans la recherche philologique sur la langue wallonne.

#### Gérard de Nerval
Dans un domaine plus académique Guillaume s’attacha à l’œuvre du poète Gérard de Nerval.  Au fil de 35 années d’un travail assidu et de nombreuses publications sur des points précis d’un auteur et d’une œuvre difficile, il s’imposa comme étant le meilleur connaisseur du poète tourmenté, à tel point qu’il fut pressenti (avec Claude Pichois, Michel Brix et d'autres) par la maison Gallimard pour préparer l’édition critique des œuvres complète de Nerval pour la prestigieuse collection de La Pléiade. Le travail, publié en trois tomes, prit neuf ans: de 1984 à 1993.  Nerval devint comme un compagnon de voyage. Bien que généralement très discret sur tout ce qui le concernait personnellement Guillaume accepta de s’expliquer sur le sens de ses recherches nervaliennes : c’est le livre d’entretiens Nerval, masques et visage publié en 1988 dans la collection Etudes nervaliennes et romantiques des Presses universitaires de Namur.

## Œuvres

### Poésie wallonne
- 1947 : Djusqu' au solia
- 1948 : Inte li vespréye èt l’gnût
- 1949 : Grègnes d'awous´
- 1951 : Aurzîye
- 1984 : La poésie wallonne
- 1989 : Œuvres Poétiques Wallonnes
- 2001 : Pa-drî l's-uréyes (posthume)

### Gérard de Nerval
- Œuvres complètes de Gérard de Nerval, (3 vol.), La Pléiade, Paris, 1984 à 1993.
- Nerval, Masques et visage, Namur, 1988.

## Prix et Distinctions
- 1945 : admission à la société des Rèlîs Namurwès
- 1949 : Prix biennal de littérature wallonne de la Ville de Liège[2]
- 1950 : Prix de la Province de Brabant[2]
- 1952 : Prix du Gouvernement[2]